# پریی
پریی (به فرانسوی: Priay) یک کمون در فرانسه است که در Canton of Pont-d'Ain واقع شده‌است.

## خصوصیات
پریی ۱۵٫۷۷ کیلومترمربع مساحت و ۱٬۴۴۷ نفر جمعیت دارد و ۲۴۰ متر بالاتر از سطح دریا واقع شده‌است.